# Het eiland der bevroren zeeën
Het eiland der bevroren zeeën is het tweede stripalbum uit de Thorgal-reeks en behoort samen met "De ijskoningin" tot de cyclus van "De koningin van de bevroren zeeën".
Het verscheen voor het eerst in het stripblad Tintin/Kuifje in 1978. In 1980 verscheen het voor het eerst in albumvorm bij uitgeverij Le Lombard. Het album is getekend door Grzegorz Rosiński met scenario van Jean Van Hamme.

## Het verhaal
Als Aaricia ontvoerd wordt zet Thorgal met de andere Vikingen de achtervolging in. Na drie dagen varen breekt er muiterij uit en neemt Jorund-de-stier de leiding over. Thorgal en Bjorn, de zoon van Gandalf-de-gek, worden op een sloep gezet en drijven af. Kort hierna wordt de drakkar geënterd en de Vikingen gevangengenomen door een schip dat vaart zonder zeilen of roeiers.
Thorgal en Bjorn komen aan land en leren de Slugs kennen, zij willen Thorgal helpen bij het bestrijden van de mysterieuze heerser van de adelaars. Dichtbij is immers hun paleis dat wordt bevoorraad door heel wat Slug- en Vikingslaven. De heerser van de adelaars wordt doodgeschoten door Bjorn, die op zijn beurt wordt verslonden door de adelaars. De heerser blijkt een meisje te zijn en Thorgal gaat het paleis binnen. Daar blijkt Slive te wonen, de moeder van de jonge vrouw die Bjorn heeft gedood. Haar bedoeling was Thorgal met haar dochter voor een nieuw ras der heersers te laten zorgen, maar nu haar dochter dood is mislukt het plan en gaat Slive haar noodlot tegemoet. Thorgal keert samen met de Vikingen terug naar Northland.

## Bekroning
Het eiland der bevroren zeeën kreeg in 1979 de Prix Saint-Michel voor het beste realistisch tekenwerk.